# Пасош Грузије
Пасош Грузије је јавна путна исправа која се држављанину Грузије издаје за путовање и боравак у иностранству, као и за повратак у земљу.
За време боравка у иностранству, путна исправа служи њеном имаоцу за доказивање идентитета и као доказ о држављанству.

## Језици
Пасош је исписан грузијским и енглеским језиком као и личне информације носиоца.